# Marie Chassevant
Marie Chassevant (* 31. August 1836 in Alençon; † 22. Februar 1914 in Genf) war eine französische Musikpädagogin.

## Leben und Wirken
Marie Chassevant war die Tochter des Mathematikers Julien Chassevant. Sie wurde Pianistin sowie Sängerin und blieb unverheiratet.
Inspiriert Methoden der Pädagogen Marie Pape-Carpentier und Friedrich Fröbel erneuerte Chassevant in Paris die frühkindliche Musikerziehung. Sie war auch in Europa erfolgreich und bildete zahlreiche Lehrerinnen und Lehrer aus. Am Genfer Konservatorium war sie von 1895 bis 1912 Lehrerin für den musikalischen Frühunterricht (Solfège) von Kindern. Auf spielerische Weise, mit einfachen Bilder und einer besonderen Klaviatur, vermittelte Chassevant den Zugang zur Musik. Bis in die 1970er-Jahre wurde ihre Methode angewandt und noch 2021 wurde eins ihrer Musikhefte neu aufgelegt.

## Schriften (Auswahl)
- Cours d’éducation et d'instruction musicale. Solfège de l’enfant. Volume 2 [1880]; Hachette, 2021.
- Nouvelles Leçons de Choses pour l’enseignement musical. Neuchâtel 1895.
- Nouvelle manière d'étudier le piano à tous les degrés avec l’aide du clavier rectificateur (Partitur). Genf 1897.
- Berceuse. Romance pour jeune fille. Paroles et musique de Marie Chassevant (Partitur). Lausanne 1899.
- Première méthode de piano. Genf 1907.
- Deuxième méthode de piano. Genf 1910.
- Premier manuel des mères, comprenant l’exposé des principes de la musique. Suivi d’un guide-sommaire pour faire étudier le solfège aux jeunes enfants. Genf 1910.
- Deuxième manuel des mères et des professeurs, comprenant l’application des principes de la musique et pouvant servir de guide pour l’étude du Deuxième Solfège et de la Première Méthode de Piano. Genf 1907.
- Clavier figuratif du piano et de l’orchestre, servant à établir un Rapport direct entre les notes écrites et les touches du piano. Avec la collaboration de son élève Ch[arles] Faller. Genf 1910.

## Belege
1. 1 2  Irène Minder-Jeanneret: Marie Chassevant. In: Historisches Lexikon der Schweiz.  14. Juli 2005, abgerufen am 9. Februar 2025.

| Personendaten    | Personendaten               |
| ---------------- | --------------------------- |
| NAME             | Chassevant, Marie           |
| KURZBESCHREIBUNG | französische Musikpädagogin |
| GEBURTSDATUM     | 31. August 1836             |
| GEBURTSORT       | Alençon, Frankreich         |
| STERBEDATUM      | 22. Februar 1914            |
| STERBEORT        | Genf, Schweiz               |